# Kleopatra Makedonská
Kleopatra Makedonská také Kleopatra Epirská (355/354 př. n. l.? – 308 př. n. l. Sardy) byla řecko-makedonská princezna a pozdější královna regentka starověkého Epiru. Její otec byl Filip II. Makedonský a matkou byla Olympias. Jejím bratrem byl Alexandr Veliký. Měla také nevlastní sestry Thessalonike a Kynane, a nevlastního bratra Filipa III. Arrhidaia.
Vyrostla v péči matky v Pelle. V roce 338 př. n. l. její matka uprchla do exilu do Epiru. Její otec Filip II. Makedonský cítil, že musí najít spojence a tak dceru Kleopatru nabídl královi Epiru Alexandrovi I. z Epiru. Velká svatba mezi Kleopatrou a jejím strýcem Alexandrem I. z Epiru se konala v roce 336 př. n. l. Během svatby byl její otec Filip II. Makedonský zavražděn. Kdo dal krále zavraždit nelze z dochovaných antických pramenů zcela vyjasnit. Do vraždy mohla být zapletena manželka Olympias, která žila v exilu nebo i Alexandr I. z Epiru. Na Filipově smrti mělo zájem mnoho mocných té doby. Mohl to být také perský král Dareios III., jehož říše se měla stát cílem plánovaného Filipova tažení. Mohli to být také někteří jedinci nebo mocenské skupiny přímo na makedonském královském dvoře. Po vraždě Filipa II. odjela se svým manželem do Epiru, kde záhy otěhotněla a porodila syna Neoptolema. Král Alexandr v roce 334 př. n. l. vyslyšel prosbu o pomoc města Tarentu v jižní Itálii, které bylo ohrožováno svými sousedy, kmeny Lukánů a Messapiů. Kleopatra následně vládla v Epiru do jeho smrti v roce 330 př. n. l., kdy předala vládu i výchovu svého syna své matce Olympiádě, která odjela z Makedonie po neshodách s místodržitelem svého syna Antipatrem. Kleopatra poté odjela žít do Makedonie. Záhy po smrti svého bratra Alexandra Velikého navrhla sňatek Leonnatovi, satrapovi Malé Frýgie. Ze sňatku však sešlo, poté co Leonnatos zahynul v Thesálii, v první bitvě, do které se pustil. 
Kleopatra byla v roce 308 př. n. l. zajata a zavražděná údajně na objednávku Antigona I. Monofthalma. Věděl, že je příliš mocná nato, aby zůstala naživu. Navzdory tomu, že vraždu objednal, na její počest ji dal vystrojit krásný pohřeb.